# Crisia globosa
Crisia globosa is een mosdiertjessoort uit de familie van de Crisiidae. De wetenschappelijke naam van de soort is voor het eerst geldig gepubliceerd in 1973 door Mawatari & Mawatari.